# Ramo Davidiano

A bandeira do Ramo Davidiano.

O Ramo Davidiano (em inglês, Branch Davidians ou simplesmente "The Branch") é uma seita que se originou de um cisma ocorrido em 1955 em um grupo conhecido como Adventistas Davidianos do Sétimo Dia (ou "Davidianos"), um movimento reformista começado dentro da Igreja Adventista do Sétimo Dia (os "Adventistas") por volta de 1930. A maioria daqueles que aceitaram a mensagem reformista foram desassociados (excomungados) por causa da rejeição às novas ideias dentro da liderança adventista.
Desde seu início em 1930, o movimento reformista herdou certos conceitos da escatologia adventista, naquilo que eles próprios acreditavam ser um tempo no qual as profecias da Bíblia de um Juízo Final estavam para vir como prelúdio à Segunda vinda de Cristo. O nome "Ramo Davidiano" é mais conhecido pelo Cerco de Waco, ocorrido em 1993 na sede do grupo (conhecida como "Monte Carmelo" e depois renomeada "Rancho Apocalipse") nas adjacências de Waco, Texas, pelo Bureau of Alcohol, Tobacco, Firearms and Explosives, o FBI e a Guarda Nacional do Texas, que resultou nas mortes de 82 membros do Ramo Davidiano, incluindo seu líder, David Koresh, e de 4 agentes.
Há controvérsia sobre o fato de David Koresh e seus seguidores representarem ou não o movimento reformista existente há mais de 60 anos na época do cerco e se eles tinham ou não o direito de usar o nome e a propriedade da igreja. Embora os seguidores estivessem em número de 140 na época do cerco, apenas 20 deles e seus filhos foram associados à igreja antes que ele, Koresh, chamasse-os para seguir seus ensinamentos e práticas únicos. Um número muito maior de pessoas dentro do grupo rejeitou suas ideias.
Na época do cerco, Koresh encorajou seus seguidores a se verem eles próprios como "estudantes dos Sete Selos" em vez de "davidianos/membros do Ramo Davidiano". Durante o impasse um de seus seguidores anunciou publicamente que depois disso se queria que todos fossem "koreshianos". Outros seguidores disseram que não queriam usar o novo nome e a grande maioria da mídia continuou a usar o nome "davidiano", apesar dos protestos dos membros da outra igreja que não deixaram seus valores originais para seguir Koresh. A sede mundial da Igreja Adventista do Sétimo Dia em Silver Spring, Maryland, pôde persuadir a mídia a não relacionar seu nome com os membros do Ramo Davidiano, porque há muito eles não registravam o nome, apesar do fato de que o Ramo Davidiano usava legalmente o nome "Adventistas do Sétimo Dia" por décadas antes do registro feito pelos adventistas. Protestos contra o uso do nome "davidianos" por Koresh e seus seguidores também foram feitos por membros de grupos davidianos que não faziam parte do Ramo, mas isto não adiantou. Em função das fortíssimas evidências de que os ensinamentos e práticas de Koresh eram profundamente diferentes daqueles feitos pelos membros históricos do Ramo Davidiano e que havia a concepção de que seu grupo era, factualmente, separado e distinto dos demais, este artigo apresenta a identidade única do grupo e os fatos que levaram aos acontecimentos do Cerco de Waco, em 1993.

## História

### Chegada de Vernon Howell (David Koresh) ao Ramo Davidiano
Em 1981 Vernon Wayne Howell (mais tarde renomeado David Koresh) juntou-se ao grupo após ser desassociado da Igreja Adventista de Tyler, Texas, por razões morais. Logo em seguida ele disse ter uma nova mensagem, mas isto não foi recebido por ninguém nessa época. Recusado em suas tentativas de fazer com que suas ideias fossem ouvidas, ele saiu e reingressou na igreja, para só voltar no início de 1983, e novamente no outono de 1983. Quando estava lá, ele iria oferecer seus serviços à sra. Roden em consertar carros e outros problemas mecânicos, ganhando assim sua confiança. Nunca, em qualquer momento, ele realmente aceitou qualquer um dos ensinamentos morais básicos e as práticas dos membros do ramo davidiano dos adventistas do sétimo dia. O mesmo tipo de coisas que fizeram com que ele fosse desassociado da IASD teriam-no desqualificado como membro do Ramo. O fato de que mais tarde ele teve várias "esposas", uso de álcool e ingeriu carne (e ensinou seus seguidores a fazê-lo), tratou de armas de fogo, e usou várias técnicas questionáveis referentes à obrigação das consciências dos seus seguidores e diminuir da força física e mental, ainda o impediram de continuar a pertença à Igreja e sua liderança. Nessa época, George Howell  Roden forçado e seu grupo, e alguns outros, para deixar a propriedade. Pouco antes que o tempo Howell nomeou sua facção "Davidian Branch Davidian Adventista do Sétimo Dia Associação." Dentro de aproximadamente um ano depois de deixar milhões de toneladas no centro de Monte Carmelo, Howell e seus seguidores acabaram em Palestine, Texas, que era a sua sede para o próximo par de anos. Ao comando de Howell, seus seguidores deixou de distribuir qualquer um dos Branch Davidian e literatura depois que se juntou a ele.
Em 28 de março de 1985, Lois estava na justiça, impondo a injunção contra George. Naquele tempo, ela jurou ser a "presidente da Igreja Adventista do Sétimo Dia do Ramo Davidiano". Por volta de dois meses e meio depois, Vernon Howell envolveu-se numa outra disputa judicial, jurando ser o presidente dessa mesma igreja e nomeou nove de seus seguidores, ex-membros do Ramo antes de se juntarem a ele em sua nova facção sob seu nome. O processo foi movido por George Roden. Ele dizia que Vernon e vários outros o estavam impedindo de se tornar o presidente do Ramo Davidiano. A defesa de Vernon contra a acusação de George foi a que ele era de fato o presidente de uma outra associação, i.e., a "Associação Adventista do Sétimo Dia do Ramo Davidiano".

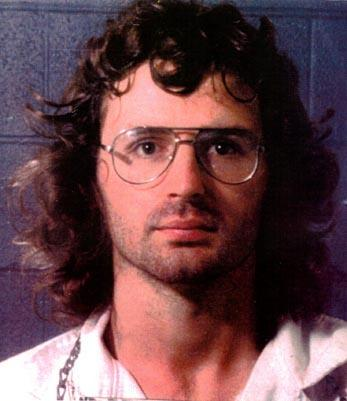
David Koresh

Enquanto Howell e seus seguidores diziam que Lois Roden tinha passado, ou perdido, a presidência para ele, ele jamais discutiu isso na justiça, nem tentou exercer o seu propalado direito à presidência e ao nome da igreja até que ela morresse, em novembro de 1986. Ainda que George tivesse usado seu título de membro do associação para conseguir banir Howell do centro da Igreja em 1984, Howell jamais usou esse alegado direito à liderança para contornar a ação de George contra ele até que Lois morresse. Nem fez parte do inventário de Lois em janeiro de 1987. Lois, na função de presidente da igreja, possuía muitas propriedades da igreja em seu nome, de acordo com o Estatuto. E Howell não esteve nos procedimento para proteger a propriedade da igreja, algo que ele poderia e deveria ter feito se fosse o legítimo sucessor. Ao invés disso, no verão subsequente (1987), Howell começou a preencher vários documentos no cartório de registros, que ele e seus seguidores foram para uma utilização posterior de exercício de sua reivindicação ao direito de usar a identidade da Igreja e da propriedade. Em todos os documentos nos quais ele assumiu o nome da igreja, ao invés de usar o novo nome de sua facção distinta, ele usou o nome da igreja comandada por Lois.
Muitas dessas nove pessoas citadas no comunicado de Howell a respeito de ser presidente de uma associação ("Davidian Branch Davidian ...") diferente do nome utilizado pelo Ramo tinham sido membros da igreja no âmbito do Conselho Executivo na época de Lois. Mas foi só depois que Lois morreu foi que Vernon usou esse fato para fazer parecer que eles ainda eram membros da associação, da qual Lois foi presidente, a fim de ganhar o uso da identidade da Igreja e da propriedade, e trazer desprezo às acusações contra George, fazendo com que ele perdesse a propriedade da igreja. Seus nomes apareceram na ordem do tribunal original de 1979 contra George, então, apesar do fato de que eles deixaram a igreja sob Lois para se juntar com Howell, que, sob o pretexto de ainda serem membros do "Conselho Executivo", moveram ações legais contra George depois que Lois morreu.
No início de novembro de 1987, Vernon e sete de seus seguidores fizeram o que as autoridades descreveram como um ataque militar a George, a fim de obter o controle do Centro de Monte Carmelo. Foi relatado que Vernon e seus seguidores disseram que estavam apenas tentando obter algumas fotografias de um cadáver que George tinha desenterrado. Eles alegaram que o Ministério Público havia solicitado que eles tirassem as fotos a fim de processar George. Essa afirmação é questionável, porque os magistrados estavam bem conscientes de que George tinha desenterrado o corpo, pois tinham investigado o assunto quase nove meses antes dessa época em que foi relatada a ele por Douglas Mitchell (um dos seguidores remanescentes de Lois), durante o momento do inventário de bens de Lois.
Foi relatado que, durante o ataque, Vernon e seus seguidores tinham "mais munição que uma patrulha do Vietnã". Eles esconderam-se nas ruínas do prédio administrativo queimado pelo próprio Vernon em 1983 até a manhã na qual foram descobertos e um tiroteio começou entre eles e George. Há relatos de que o tiroteio tenha durado 45 minutos até que a polícia chegasse. Convenientemente para o futuro Koresh, os policiais foram encontrados por Perry Jones (o sogro de Vernon) nas proximidades de Monte Carmelo, que disse que estavam apenas tentando tirar fotos do cadáver exumado pelo filho de Lois Roden. Vernon e aqueles que estavam com ele foram postos na cadeia, esperando o julgamento pela acusação de tentativa de homicídio. Vernon foi afiançado enquanto os demais permaneceram na cadeira. Um dos policiais que testemunharam na Justiça disse que lhe pareceu que Vernon e seus seguidores estavam tentando usar os policiais de modo a obter o controle do Centro de Monte Carmelo.
Enquanto esperava pelo julgamento, George também foi preso em 21 de março de 1988 em função do uso de linguagem chula em certas ações judiciais. No dia seguinte, Perry Jones e vários dos outros seguidores de Vernon mudaram a sede de Palestine, Texas para o Centro de Monte Carmelo, em Waco. No julgamento, o grupo de Vernon veio com seus filhos pequenos e ganhou muita simpatia do júri, que absolveu Vernon das ações judiciais, cujas acusações movidas contra ele foram retiradas. Todas as armas foram-lhe devolvidas. Mitchell, o último membro da igreja em Waco a ter trabalhado com Lois antes de ela morrer, saíra por volta de uma semana antes do tiroteio, de forma que não havia mais membros da igreja da época de Lois Roden em Waco que pudesse testemunhar no julgamento em 1988 que não fosse George. Portanto, nem o júri nem o público em geral sabiam que a liderança de Howell tinha uma natureza completamente diferente daquela da época de Victor Houteff ou da época de Benjamin e Lois Roden, respeitados pela comunidade de Waco, ou que ele fosse, na verdade, o líder de uma associação diferente sob um nome diferente.

### A disputa pela sucessão de Lois Roden
Lois também encontrara problemas com o canadense Charles Pace, que se juntou à igreja no início da década de 1970 e que em 1981 também dissera ter uma mensagem especial para a igreja. Após examinar a mensagem de Pace e encontrar alguns erros em seu conteúdo, Lois pediu a ele que parasse de ensiná-la aos membros da igreja. Quando ele recusou-se a fazê-lo, ela o colocou sob uma espécie de censura, o que significava que ele poderia frequentar as reuniões da igreja, mas não passar sua mensagem nelas. Na Páscoa de 1984, Pace apresentou sua mensagem especial numa reunião liderada por George Roden. Ainda que Lois e os outros aceitassem pontos fundamentais dos ensinamentos de Pace, os erros significativos fizeram com que Lois nada publicasse naquele conteúdo.
Naquela reunião, Pace anunciou que acreditava que George seria o próximo presidente da igreja e lhe deu 14 000 dólares, de modo que ele- Pace - pudesse abrir um centro de saúde ali. Esse fato, apesar do fato de Lois ter dito aos membros da igreja que não dessem apoio financeiro a George, ainda sob a ordem judicial que o impedia de assumir a presidência da igreja, de modo que George não tinha autoridade para autorizar Pace a abrir um centro de saúde. Logo depois, Pace brigou com George, e este expulsou Pace da propriedade.
Após a morte de Lois no final de 1986, Pace mudou-se do Canadá para Gadsen, Alabama, montando sua própria facção, à qual dera inicialmente o nome de "The Living Waters Branch of Righteousness" ("O Ramo das Águas Vivas da Justiça") e mais tarde mudou o nome para  "The Branch, The Lord (YHVH) Our Righteousness" ("O Ramo, O Senhor (YHVH), Nossa Justiça"). Embora ele declarasse ser o sucessor de Lois, não tomou parte no inventário de Lois e assim deixou que os bens da igreja e seu nome fossem para as mãos de George Roden, e depois, para Vernon Howell.
Em 1990, uma das primeiras publicações de Pace sob seu novo nome foi denominada Tudo está consumado. Pouco antes da morte de Lois, em novembro de 1986, ele declarou que a igreja não precisava mais realizar as horas diárias de oração, um esforço muito grande da parte de Benjamin e Lois Roden. Nesse ensaio, ele diz ser uma "abominação" manter o "vinho" (suco de uva) como emblema da Santa Ceia diária (conforme ensinado pelos Roden) porque Jesus não estaria mais intercedendo, mas apenas o Espírito Santo estava.
No testamento não certificado deixado por Lois, ela atribuiu a "Irmine Sampson, Teresa Moore, e o grupo de Nova Iorque" a responsabilidade de republicar os textos dela e de seu marido. Teresa assumiu essa responsabilidade crendo ter sido ungida para ser a próxima presidente da igreja, ainda que os outros não dissessem o mesmo sobre o que lhes fora mandado. Teresa esteve no ato judicial do inventário no início de 1987, mas não como parte. Após a audiência, ela disse a  Doug Mitchell (que era parte no processo, com o objetivo de preservar os bens da igreja de abusos até que os membros pudessem se reunir) que aquilo era a opinião dela que os membros da igreja devessem deixar George Roden ter o controle do Centro de Monte Carmelo e dos demais bens da igreja. Dessa forma, ela voltou para casa e estabeleceu sua própria facção, dando-lhe o nome de The Lords of Sabbaoth, Our Righteous Branches, e abandonou a luta pelo nome e pela propriedade do Ramo Davidiano.
Amo Bishop associou-se a George Roden em 1987 e mais tarde casou-se com ele por alguns meses por "contrato". A condição mental de George estava se deteriorando muito naquela época e não muito tempo depois, ela acabou numa instituição psiquiátrica, na qual permaneceu até sua morte, em 1998. Amo declarou representar a igreja, embora rejeitasse muitos dos ensinamentos básicos da igreja. Mesmo tendo tentado conseguir permissão de George para representar seus interesses, ele, não muito tempo depois, retirou formalmente tal permissão. Ainda assim, Amo continuou a se apresentar como membro da igreja com direito a falar em seu nome, usando o sobrenome de George (Roden). Ela começou então a publicar seus próprios textos, os quais, de acordo com Mitchell e outros, não representavam de forma alguma os ensinamentos da igreja. Alguns dizem que ela é parte de um grupo cujo propósito é perturbar e manipular a imagem da igreja por razões nefastas. Eles dizem que ela estava se beneficiando da desorganização da igreja para publicar suas ideias sob os supostos auspícios da igreja.
Doug Mitchell juntou-se à igreja em 1978, e trabalhou próximo a Lois até a morte dela. Ele participou do inventário como parte com o propósito de preservar os bens da igreja, mas não houve sucesso, pois o juiz não reconheceu o fato, à medida que muito dos bens de Lois era de propriedades deixadas em confiança a ela pela igreja, e que nomeou dois de seus filhos que não eram membros da igreja como responsáveis pelas propriedades.

### Cerco de Waco

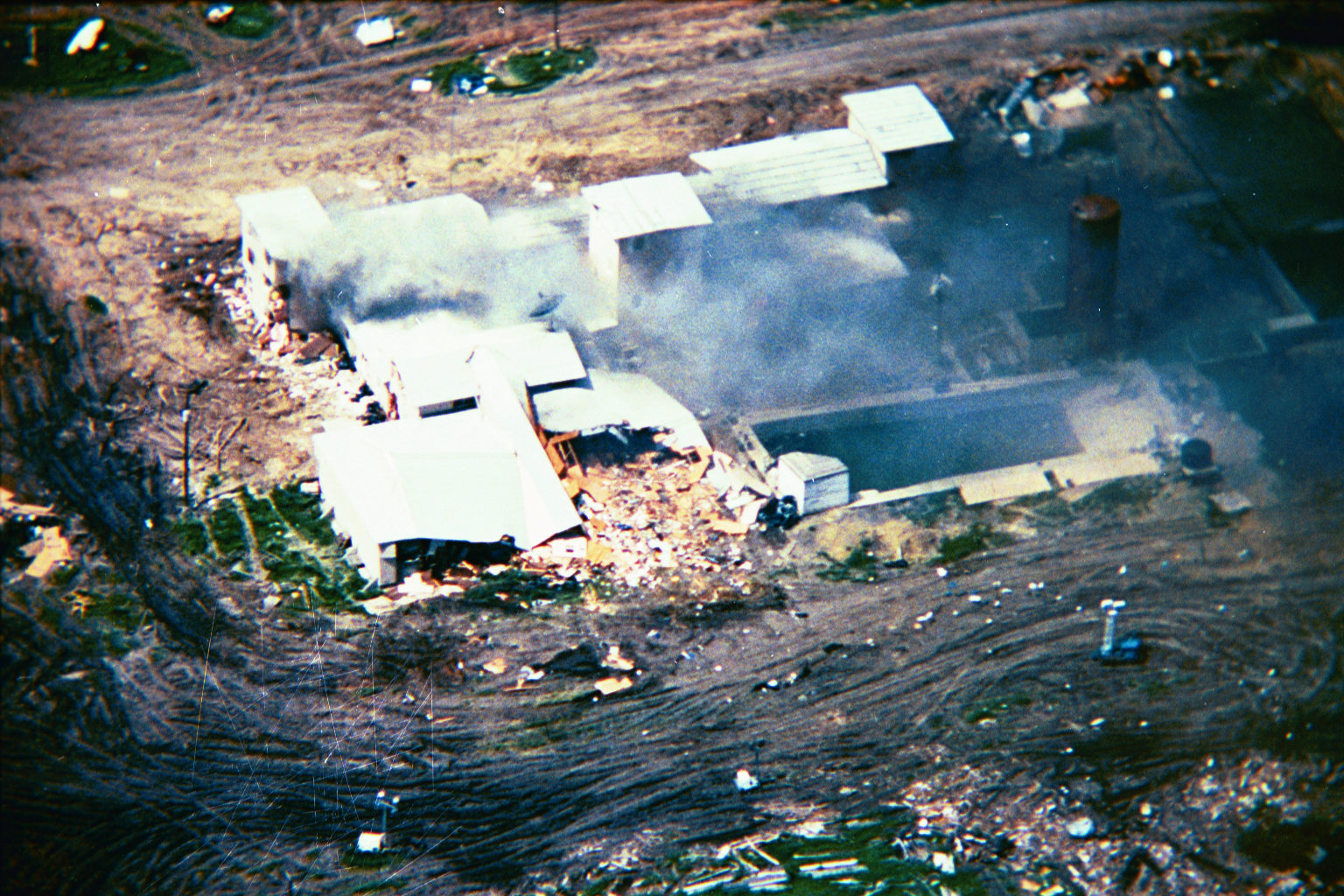
A sede de Monte Carmelo - renomeada "Rancho Apocalipse" - em chamas. Foto de 19 de abril de 1993.

Em 1993, Koresh tinha encorajado seus seguidores a pensar em si mesmos como "estudantes dos sete selos" e não como "davidianos." Durante o impasse um de seus seguidores anunciou publicamente que queria que eles posteriormente fossem identificados pelo nome "koreshianos". Alega-se que Koresh nunca foi autorizado a usar o nome "Ramo Davidiano" para a sua seita separatista e que a igreja do mesmo nome continua a representar a parte da igreja que não o seguiu.
Em 28 de fevereiro de 1993 foi realizado um cerco pelo governo dos Estados Unidos, quando o Bureau of Alcohol, Tobacco, and Firearms tentou cumprir um mandado de busca na sede (denominada "Monte Carmelo" em função do lugar bíblico). Um tiroteio resultou nas mortes de quatro agentes e seis seguidores de David Koresh. Seguiu-se um cerco de 51 dias, que terminou com em 19 de abril, quando um incêndio destruiu o conjunto. Setenta e seis pessoas (24 delas com nacionalidade britânica) faleceram no incêndio, assim como mais de 20 crianças, duas grávidas, além do próprio Koresh.

### Disputa pela propriedade e status atual da igreja
Em função do segredo na época de Koresh e em função de alguns de seus seguidores originais estarem usando a condição de membro do Conselho Executivo da igreja para se mostrarem como ainda membros do Ramo e certos problemas sobre os direitos existentes sobre o terreno qual existiu o Centro de Monte Carmelo. A revelação dessas coisas deu a outros a oportunidade de disputar a propriedade do terreno de Monte Carmelo e o nome da Igreja. Em poucos meses Amo Bishop mudou-se para o local na base de ocupação solitária.

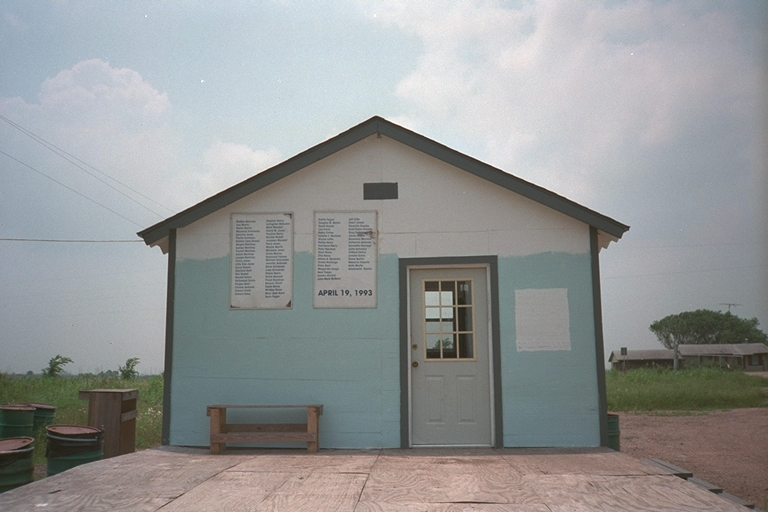
Prédio no Centro de Monte Carmelo em 1995

Após a morte de David Koresh, muitos de seus seguidores e apoiadores reconheceram Clive Doyle como o porta-voz de sua organização. Mas, de acordo com o Estatuto do Ramo Davidiano, os membros responsáveis pelas propriedade deveriam ser apontados pelo presidentes e como Koresh jamais fizera esse tipo de indicação e nem havia um presidente desde a morte de Koresh, em 1993, anunciou-se publicamente que não se esperava um novo após ele. A situação persiste até hoje. Desta forma, em 1986, fez-se um documento no qual se declara que o Ramo Davidiano estava se reorganizando fora dos parâmetros estabelecidos pelo Estatuto da igreja, nomeando 11 indivíduos para o conselho.
Depois do Cerco de Waco, em 1993, alguns dos membros fizeram uma ação para reaver a propriedade, confiscada após o fim do cerco. Na ação, quase incidentalmente, tentaram obter o título sobre o Centro de Monte Carmelo. Em 1996 a justiça declarou que o terreno pertencia a Igreja Adventista do Sétimo Dia do Ramo Davidiano, mas não disse o que constituía exatamente "a igreja"
Aproximadamente 50a 70 pessoas foram à cerimônia realizada em 19 de abril de 2005. Naquela época, Clive Doyle estava vivendo no Centro de Monte Carmelo com o ajudante Ron Goins, cuidando de um pequeno museu e realizando serviços semanais no sabá. Charles Pace e sua família também viviam no terreno e realizavam serviços religiosos.
Todavia, as relações começaram a se deteriorar. Em agosto, Pace fez um batismo de seus membros em Monte Carmelo, junto com Goins, isto deixou Doyle como o único seguidor direto de Koresh na propriedade, o que fez com que ele declarasse estar sob intensa pressão para se converter ou abandonar o lugar. Em fevereiro de 2006, ele decidiu partir e fechar o pequeno museu.
Isto deixou o grupo de Pace com um controle questionável do Centro de Monte Carmelo. Pace opôs-se colocação de árvore no memorial, dando a tal ação o nome de paganismo e seu grupo removeu a árvore de David Koresh e destruiu a placa, para impedir o seu uso com fins de idolatria. Eles também remover as placas das outras árvores, com planos de incorporar as pedras para o próprio memorial para os mortos.
Em 2003, Mitchell fez um página na internet na qual colocou a maior parte das publicações de Victor T. Houteff, Ben and Lois Roden, e seus próprios estudos, incluindo uma detalhada apresentação do que ele denomina A guerra de Vernon Howell (mais conhecido por David Koresh) e outros contra os Adventistas do Sétimo Dia do Ramo Davidiano, no qual ele apresenta uma pormenorizada e documentada análise da controvérsia a respeito da igreja e de seus seguidores. Mitchell diz que muitas pessoas examinaram e os de Koresh e seus seguidores, Charles Pace e Teresa Moore, considerando que os ensinamentos destes últimos eram divergentes das doutrinas fundamentais da igreja, apoiando a ele, Mitchell. Ele diz que a questão está longe de ser resolvida e que certos fatos podem aparecer para esclarecer a questão.